# USS Sea Poacher (SS-406)
Za druga plovila z istim imenom glejte USS Sea Poacher.
USS Sea Poacher (SS-406) je bila jurišna podmornica razreda balao v sestavi Vojne mornarice Združenih držav Amerike.
Med drugo svetovno vojno je podmornica opravila 4 bojne patrulje.
1. julija 1974 so podmornico prodali Peruju, kjer so jo preimenovali v BAP La Pedrera (S-49).